# Daulocnema
Daulocnema là một chi bướm đêm thuộc họ Tortricidae.

## Các loài
- Daulocnema epicharis Common, 1965